# 550 Сента
550 Сента (550 Senta) — астероїд головного поясу, відкритий 16 листопада 1904 року Максом Вольфом у Гейдельберзі.